# Idris subapterus
Idris subapterus är en stekelart som först beskrevs av William Harris Ashmead 1893.  Idris subapterus ingår i släktet Idris och familjen Scelionidae. Inga underarter finns listade i Catalogue of Life.